# 狭颈半岛

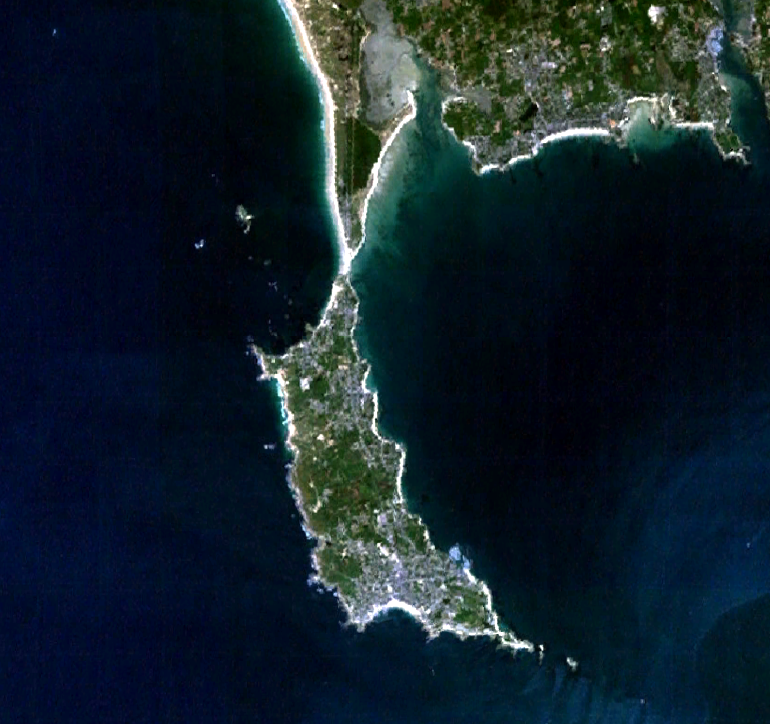
法国基伯龙半岛

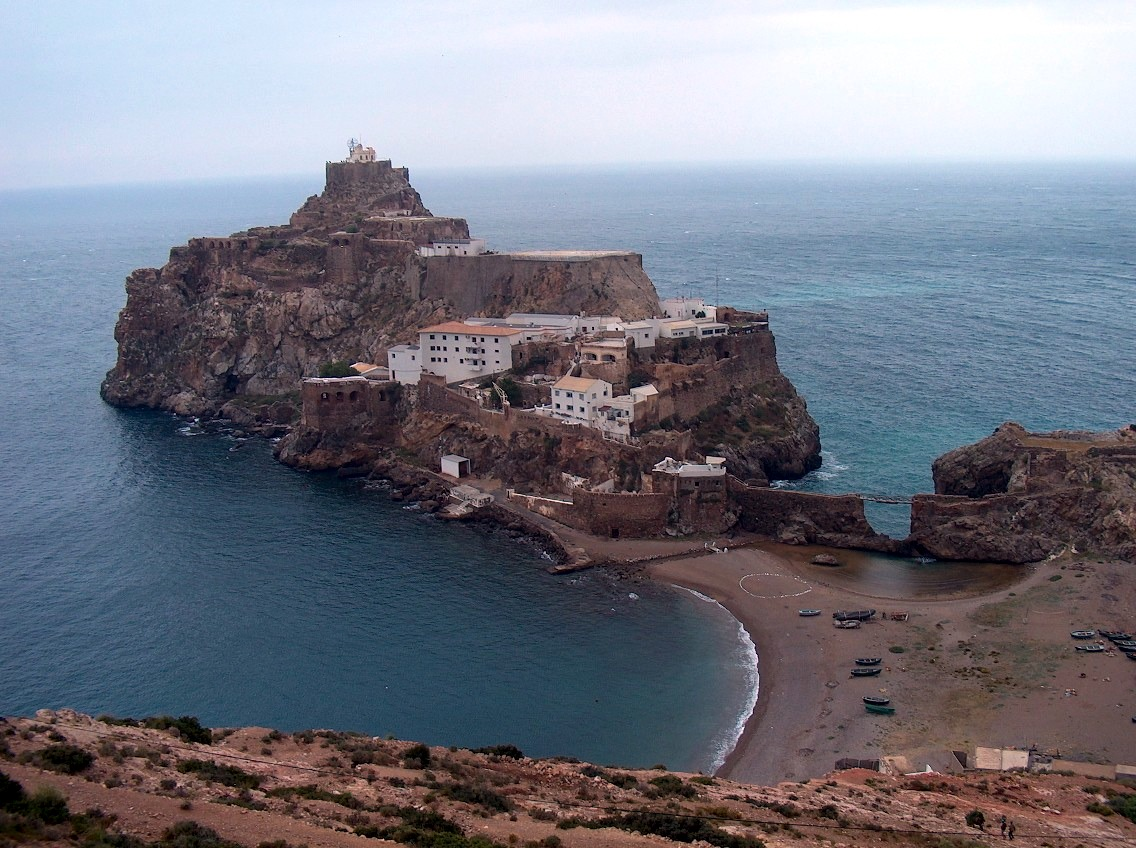
西班牙戈梅拉半岛

法语“presqu'île”（法語發音：[pʁɛskil] ⓘ）一词的字面意思为“近乎島嶼”，指的是一块通过极其狭窄的地峡与大陆相连的土地。其比大多数半岛更接近岛屿，因而得名。